# Mossijská království
Mossijská království (někdy označované též jako Mossijské státy nebo Mossijská říše) byla skupina království ovládaných kmenem Mossijů v oblasti horní Volty na území dnešního státu Burkina Faso. Mezi nejdůležitější mossijská království patřila království Wagudugu (Ougadougou), Tenkodogo, Fada N'gourma a Zondoma (později Jatenga), krom toho ale existovalo okolo devatenácti menších království.
Království byla založena Mampruskými bojovníky z území dnešní Ghany, kteří se spojili s místními domorodci. Ve 13. století započala centralizace mossijských království a mossijská království začala být velmi mocná, ubránila se dokonce muslimským státům ze severu. Mossijské státy se podařilo rozvrátit až Francouzům v 19. století, kdy se území mossijských království stalo součástí francouzské kolonie Francouzská Horní Volta, která hojně využívala mossijskou administrativu pro správu kolonie.
Historie mossijských království není příliš dobře zaznamenaná, většina informací pochází jen z lidových pověstí.

## Historie

### Vznik mossijských království
Podle orální historie se původ mossijských států odvozuje od bájné princezny Yennegy. Podle pověsti byla Yennega mampruská princezna z města Gambaga (na území dnešní Ghany). Po sporu se svým otcem opustila město, převlečená za muže a dorazilo do domu lovce slonů z kmene Boussansi jménem Ryallé. Ryallé uvěřil tomu, že Yennega je muž, ale jednoho dne mu odhalila svou pravou identitu. Poté se Yennega a Ryallé vzali a narodil se jim syn Wedrago (byl pojmenován podle koně, na kterém Yennega uprchla z Gambangy). Když bylo Wedragovi 15 let navštívil svého dědečka v Dagombě a dostal od něj 4 koně a 50 krav a ještě se k němu připojilo několik válečníků. Wedrago poté spolu s těmito válečníky dobyl území kmene Boussansi, oženil se se ženou jménem Pouiriketa a založil město Tenkodogo. Narodili se jim tři synové: nejstarší syn Diaba Lompo založil město Fada N'gourma. Prostřední syn, Rawa, založil království Zondoma (později nazývané Jatenga). Nejmladší syn Zoungrana se stal vládcem Tenkodoga po smrti svého otce. Zoungrana se oženil Pouitengou, ženou z kmene Ninsi. Podle pověsti nový kmen Mossijů vznikl právě spojením kmenů Dagomba, Boussansi a Ninsi.
Syn Zoungrana a Pouitengy, Oubri, rozšířil říši dobytím některých územích Kibissů a Gurunsů. Oubri je také často považován za zakladatele dynastie Wagudugu a města Ougadougou (které je hlavním městem dnešního státu Burkina Faso). Datace této události není přesně určena, ale nejspíše k ní došlo někdy v druhé polovině 12. století.

### Vzestup a centralizace

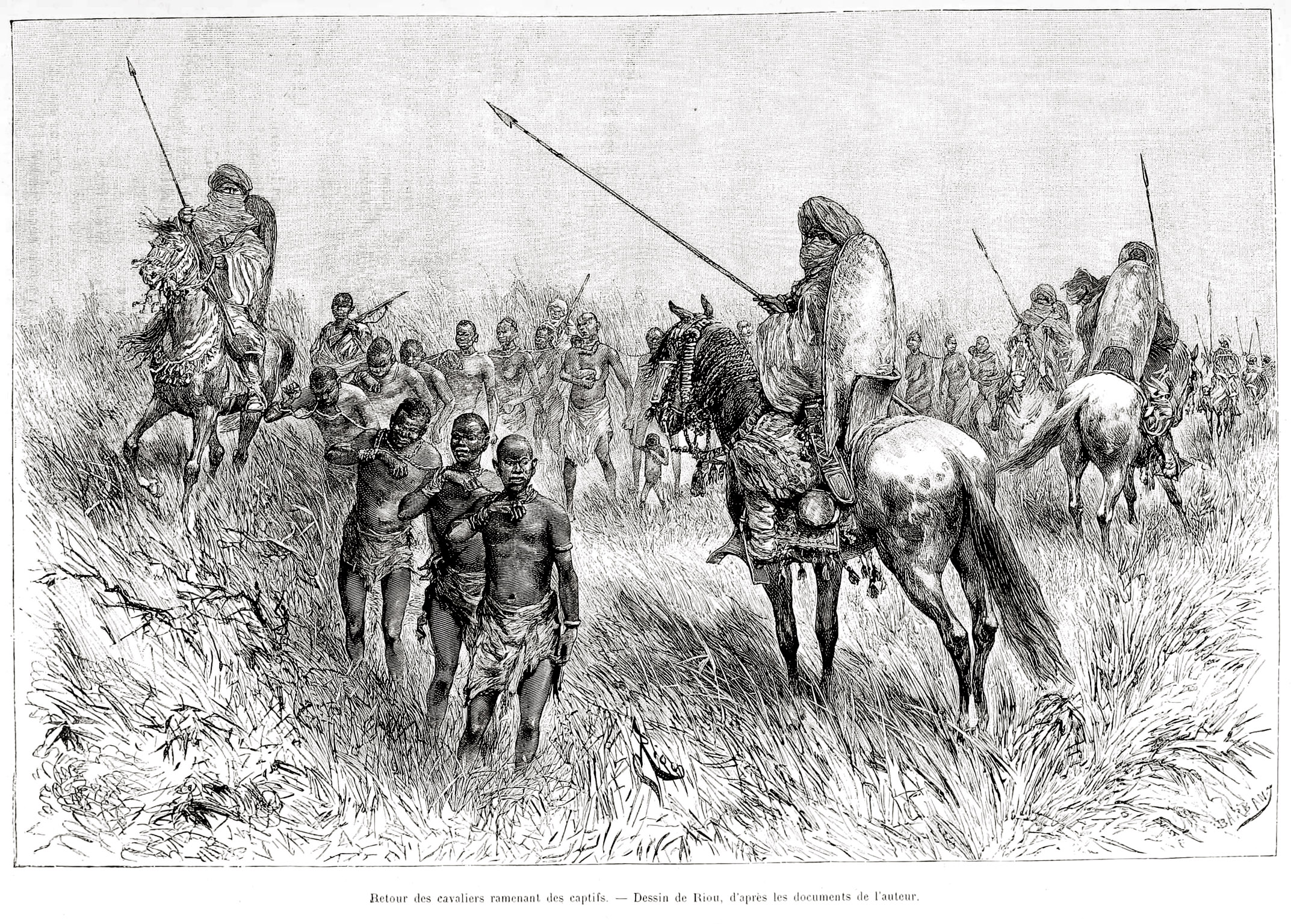
Mossijští bojovníci

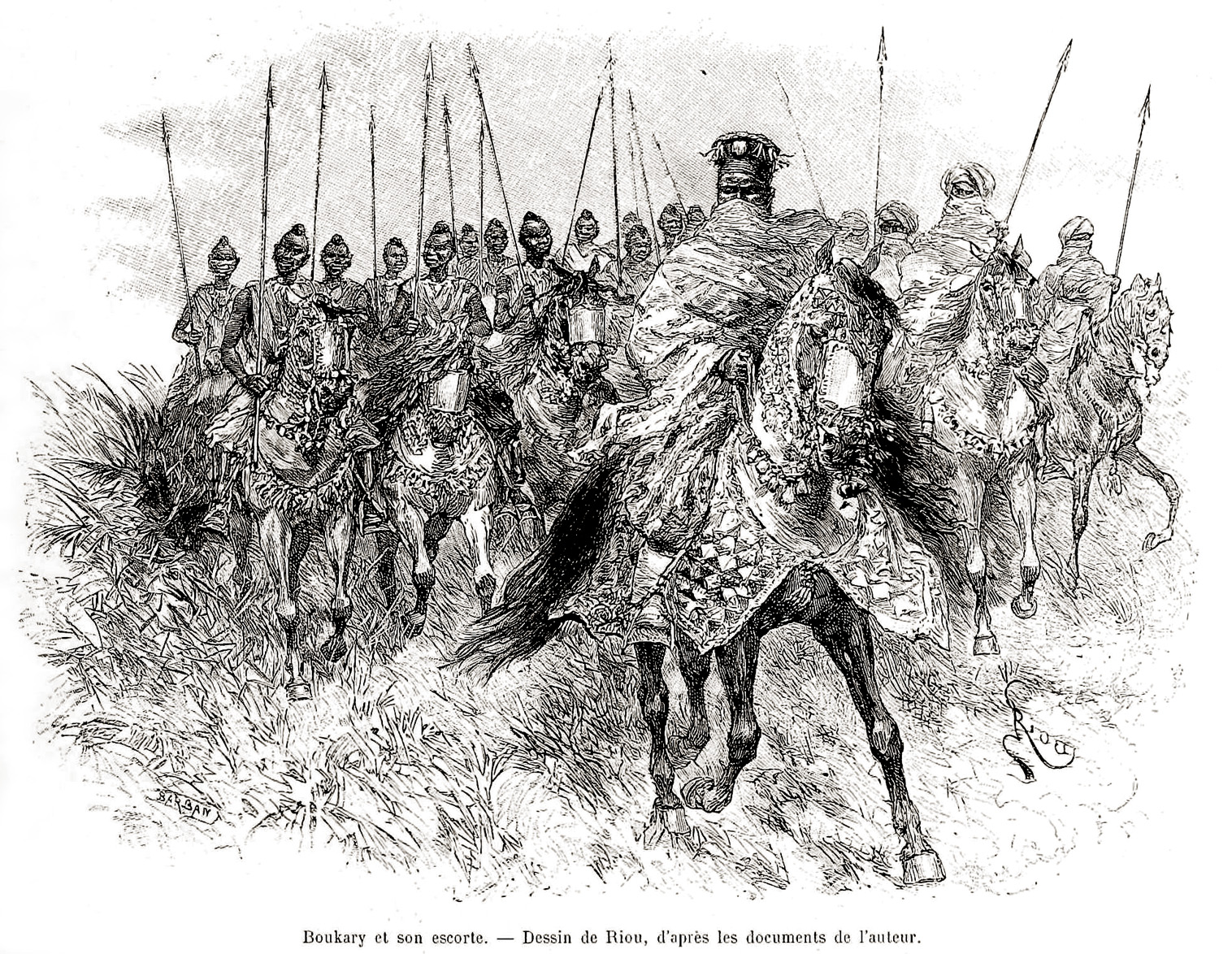
Mossijští bojovníci

Mossijská království nikdy nebyla jednotným královstvím, ale jednalo se o desítky menších království. Království spolu spolupracovala, ale někdy také válčila mezi sebou (válka mezi Wagudugu a Jatengou okolo roku 1170).
Ve středověku se mossijská království stávala stále mocnějšími. Mezi lety 1328 a 1477 království Jatenga mocně atakovalo Songhajskou říši a podařilo se mu dokonce dobýt Timbuktu. Poté, co se stal Askia Mohammad I vůdcem Songhajské říše vyhlásil v roce 1497 svatou válku proti mossijským královstvím. Songhajské říši se podařilo mossijská království dobýt, ale Mossijové nebyli zcela islamizováni. V roce 1591 se podařilo Saadskému Maroku rozvrátit Songhajskou říši a mossijská království byla obnovena.
V 18. století byla mossijská království opět velmi mocná a podařilo se jim překonat i útoky okolních islámských států.

### Dobytí Francouzi

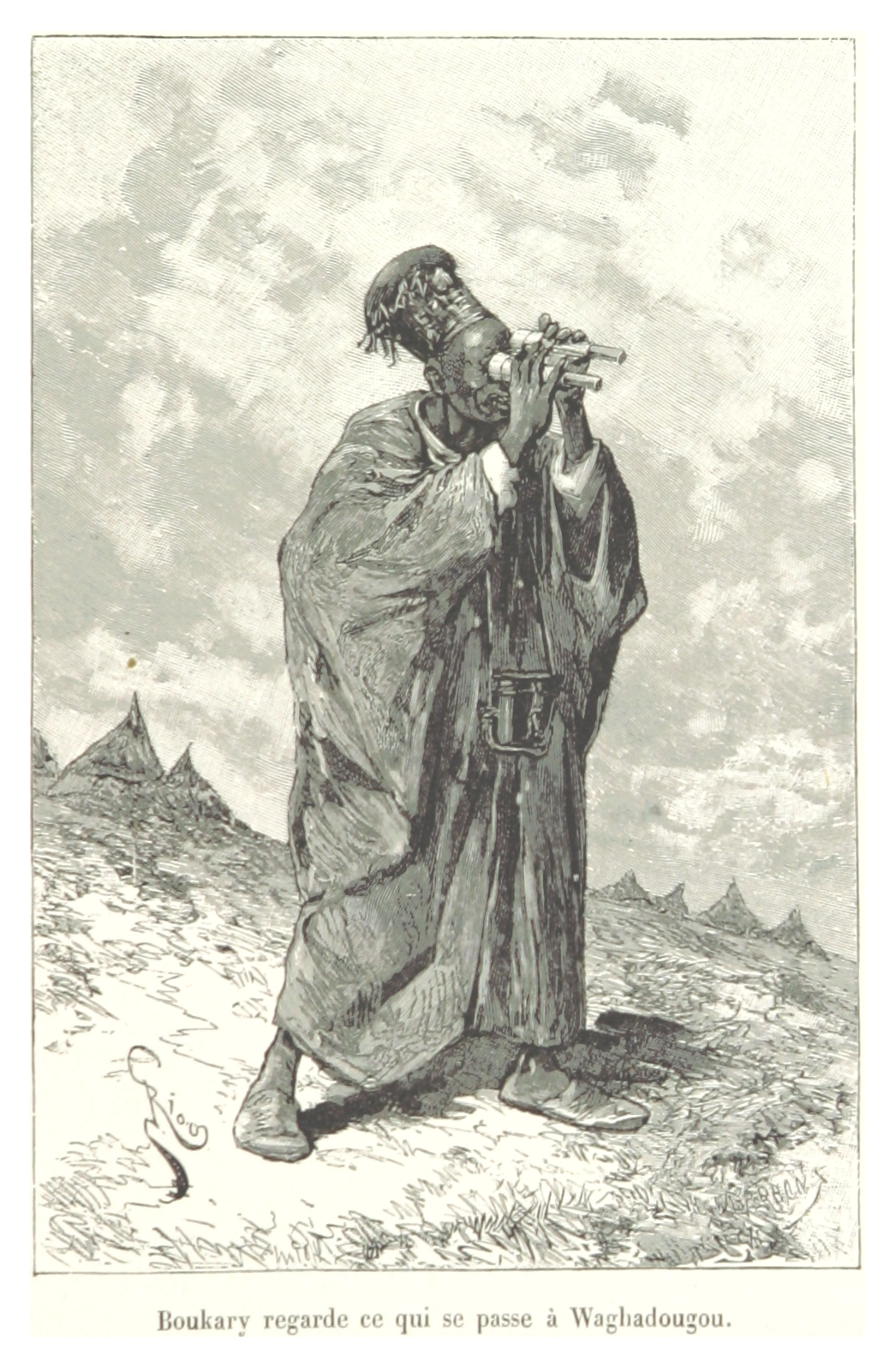
Wobgo

V roce 1888 se na území mossijských království dostal německý průzkumník Gottlob Krause. Britský průzkumník George Ekem Ferguson v roce 1894 podepsal s mossijskými vládci dohodu o ochraně, i přesto ale v roce 1896 mossijské státy napadli Francouzi a podařilo se jim je dobýt, již předtím dobyli okolní státy. Francie z mossijských území udělala kolonii Francouzská Horní Volta. Poslední wagudugský moro naba (vládce) Wobgo vyslal malou skupinu bojovníků, aby se Francouzům bránila, ale ta se po čtyřech výstřelech palné zbraně rozutekla, Wobgovi se ovšem podařilo uprchnout. Francouzi pak částečně předali moc v okolonii Wobgovu bratrovi, Koukovi. Wobgo utekl z kolonie a dožil v domově důchodců ve městě Zongoiri, v britské kolonii Zlatonosné pobřeží (dnešní Ghana).
Po osamostatatnění Burkiny Faso se moro naba Kougri snažil o založení monarchie navazující na mossjské království Wagudugu, ale neúspěšně.

## Správa
Mossijská království nikdy nebyla jednotným státem, i když se často jako vůdčí království uvádí království Wagudugu. Mezi další království patřila Tenkodogo, Fada N'gourma a Zondoma (později Jatenga) a asi 19 menších království. Každé království mělo svého vládce, svou politiku a svůj systém uspořádání vlády.
Vládce království Wagudugu se nazýval moro naba a i po dobytí Francouzi mu byly zachovány některé pravomoce. Poté, co Burkina Faso získala nezávislost stále existuje moro naba, jakožto vládce mossijského lidu, i když je Burkina Faso republika. Současný moro naba se jmenuje Baongo II.
Společnost se v mossijských státech dělila na dvě skupiny: nakombse a tengbiise. Nakombse byli údajně přímými zakladatelů mossijských království a díky síle naam měli právo vládnout. Naopak tengbiise neměli sílu naam, ale i tak mohli rozhodovat o otázkách souvisejících s půdou.

## Náboženství
I když se v okolí mossijských království nacházely v podstatě jen muslimské státy, tak mossijská království nikdy zcela islamizována nebyla. Mossijští králové sice částečně uznávali islámskou autoritu, zároveň ale dodržovali domorodé náboženské rituály a úctu ke královské linii a energii naam. Na území mossijských států ale žilo mnoho muslimů.